# ピーター・チャーニン (第11代ハワード・ド・ウォルデン男爵)
第11代ハワード・ド・ウォルデン男爵ピーター・チャーニン（Peter John Joseph Czernin, 11th Baron Howard de Walden, 本名：Count Peter John Joseph Czernin von und zu Chudenitz、1966年1月1日 - ）は、イギリスの映画プロデューサー。アメリカ合衆国の映画プロデューサーのピーター・チャーニン(Peter Chernin)とは別人。

## 来歴
ボヘミア王国の貴族チェルニン伯爵家の出。2005年、グレアム・ブロードベントと共に映画製作会社ブループリント・ピクチャーズを設立、『マリーゴールド・ホテルで会いましょう』、『マリーゴールド・ホテル 幸せへの第二章』、『スリー・ビルボード』、『イニシェリン島の精霊』など、高い評価を受けた作品を世に送り出した。

## 主な作品
- デス・ロード 染血 Wind Chill (2007)
- ヒットマンズ・レクイエム In Bruges (2008)
- マリーゴールド・ホテルで会いましょう The Best Exotic Marigold Hotel (2011)
- 17歳のエンディングノート Now Is Good (2012)
- セブン・サイコパス Seven Psychopaths (2012)
- ライオット・クラブ The Riot Club (2014)
- マリーゴールド・ホテル 幸せへの第二章 The Second Best Exotic Marigold Hotel (2015)
- スリー・ビルボード Three Billboards Outside Ebbing, Missouri (2017)
- 喜望峰の風に乗せて The Mercy (2018)
- ガーンジー島の読書会の秘密 The Guernsey Literary and Potato Peel Pie Society (2018)
- 英国スキャンダル〜セックスと陰謀のソープ事件 A Very English Scandal (2018) テレビミニシリーズ、製作総指揮
- EMMA エマ Emma. (2020)
- 愛しい人から最後の手紙 The Last Letter from Your Lover (2021)
- クリスマスとよばれた男の子 A Boy Called Christmas (2021)
- チャタレイ夫人の恋人 Lady Chatterley's Lover (2022)
- イニシェリン島の精霊 The Banshees of Inisherin (2022)
- 異人たち All of Us Strangers (2023)